# Buje

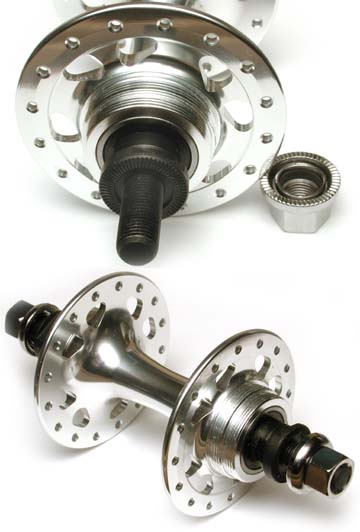
Detalle de un buje de bicicleta.

Un buje o cubo (hub, hub bushing o nave en inglés) es el elemento de una máquina donde se apoya y gira un eje. Puede ser una simple pieza que sujeta un cilindro de metal o un conjunto muy elaborado de componentes que forman un punto de unión. Es un latinismo, deriva de buxis que significa ‘caja’. Se caracterizan por su construcción y sistema de giro.

## Buje de las ruedas

### Buje en automóviles
En la suspensión de un automóvil u otro vehículo, los bujes son usados para portar la rueda y permitir el giro sobre su propio eje. En ruedas motrices se conectan a los extremos de los semiejes de la transmisión, mientras que en ejes no motrices suelen atornillarse a los «muñones» del brazo de la suspensión. En ejes directrices están conectados a la dirección mediante pivotes de dirección (suspensiones dependientes), o en el caso más habitual de vehículos con suspensión independiente a los sistemas de dirección y de suspensión mediante manguetas de dirección. Con el fin de minimizar la vibración, desgaste y transmisión de ruidos frecuentemente incorporan material flexible así como goma o poliuretano. Estos bujes frecuentemente toman la forma de un cilindro anular de material flexible dentro de un casquillo o tubo exterior. También pueden tener un tubo interno para impedir que se aplaste el material flexible. Existen muchos tipos de diseños.
Otro tipo de buje es aquel que contiene un orificio con cuerda endurecido que permite que un ensamble pueda ser fijado a otro a través de un tornillo. El uso de un buje puede hacer el proceso de ensamble más sencillo ya que evita la necesidad de una rondana y tuerca en el lado opuesto del material fijado. Los bujes pueden ser insertados en un material en lámina a través de ribeteado.

### Buje de bicicleta
En una bicicleta se pueden clasificar entre otras cosas por su sistema de giro: por bolas o rodamientos sellados. El sistema por bolas está un poco obsoleto, aunque siguen usándolas marcas como Shimano por su eficiencia demostrada, aunque se ensucian más fácilmente y su ajuste es más complicado. Sin embargo los rodamientos sellados son prácticamente estancos y más rígidos, aunque más pesados.
El buje tiene una parte, llamada "ala del buje", diseñada para soportar la tensión según el radiado o trazado de radios de la rueda, según sean rectos o para disco.

## Buje de un sistema de palas o aspas

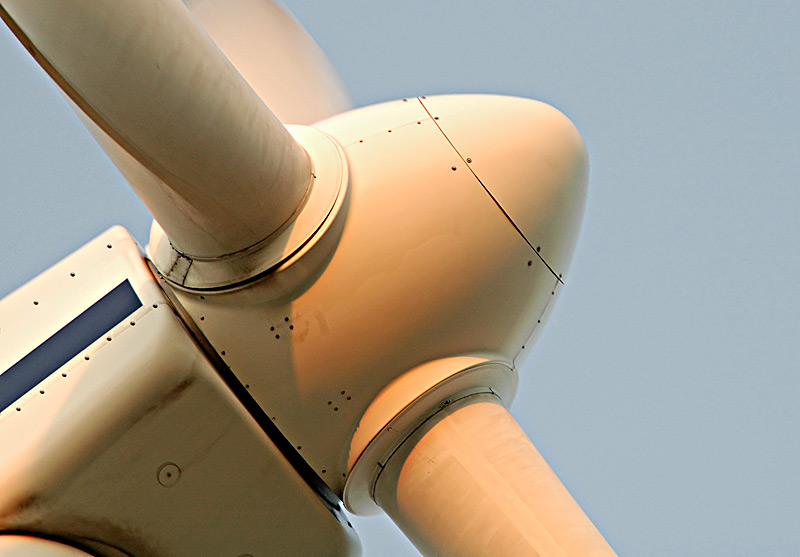
Detalle del buje de una turbina eólica.

En un ventilador el buje es el elemento donde se encuentran las palas o aspas del generador, donde se apoya el rotor y el único elemento externo que gira.
En los aerogeneradores, es una pieza muy importante. En su interior se encuentran los elementos que permiten el cambio de paso (ángulo de incidencia del viento sobre la pala) o pitch, en cuyas versiones más modernas se encuentran los cilindros hidráulicos (cilindros de pitch), actuadores eléctricos o hidráulicos que son elementos físicos que permiten el giro entre 0° (cuando la velocidad del viento está entre 0 m/s y 15 m/s) y 90° o posición de bandera (situación en parada de emergencia o cuando no se quiere que el buje gire), por eso, muchas veces cuando un aerogenerador está parado y se mira de frente las palas dibujan una fina línea recta y cuando está en marcha vemos su silueta al completo. A este elemento se le une mediante pernos traccionados los llamados rodamientos de pala, los cuales minimizan el rozamiento de las palas al girar sobre su propio eje.
La mayoría de los fabricantes de aerogeneradores utilizan acero para su construcción en diversas aleaciones en función de distintas variables (temperatura, tipo de viento, grado de humedad, etc.).
Se le conoce también con el nombre de bocina, de un modo particular en países como Venezuela.